# ده لطف‌الله
ده لطف‌الله، روستایی در دهستان کوه خواجه بخش تیمورآباد شهرستان هامون در استان سیستان و بلوچستان ایران است.

## جمعیت
بر پایه سرشماری عمومی نفوس و مسکن در سال ۱۳۹۵، جمعیت این روستا برابر با ۲۵۵ نفر (۹۰ خانوار) بوده‌است.